# Saison 4 de Vikings
Chronologie
Saison 3 Saison 5
La quatrième saison de Vikings, série télévisée canado-irlandaise, est constituée de vingt épisodes, diffusée en deux parties du 18 février 2016 au 1er février 2017 sur History Canada et History États-Unis.

## Synopsis
À la suite de l'extraordinaire bataille de Paris, où Ragnar a su triompher de ses ennemis, ce dernier revient à Kattegat, sérieusement blessé. L'idée qu'il puisse mourir a donc conduit son épouse, la reine Aslaug et son fils aîné Bjorn, à se positionner en tant qu'éventuels successeurs. Pendant ce temps, Lagertha continue à se livrer à une bataille de pouvoir contre son ancien commandant en second Kalf. Rollo, quant à lui, a trahi son héritage viking en faisant tuer ses compatriotes restés à l'extérieur de Paris et en épousant la princesse Gisla, fille de l'empereur de la Francie. De son côté, Floki est fait prisonnier par Bjorn pour avoir assassiné le moine et ami de Ragnar, Athelstan.

## Distribution

### Acteurs principaux
- Travis Fimmel (VF : Alexis Victor ; VQ : Frédéric Paquet) : Ragnar Lothbrok (épisodes 1 à 15)
- Katheryn Winnick (VF : Barbara Beretta ; VQ : Geneviève Désilets) : Lagertha, première femme de Ragnar, une skjaldmö
- Clive Standen (VF : Boris Rehlinger ; VQ : Frédérik Zacharek) : Rollo, le frère de Ragnar
- Gustaf Skarsgård (VF : Jean-François Vlérick ; VQ : Antoine Durand) : Floki, le charpentier
- Alexander Ludwig (VF : Donald Reignoux ; VQ : François-Simon Poirier) : Björn Côtes-de fer, fils de Ragnar et Lagertha
- Alyssa Sutherland (VF : Géraldine Asselin ; VQ : Geneviève Désilets) : la reine Aslaug, seconde femme de Ragnar (épisodes 1 à 14)
- John Kavanagh (VF : José Luccioni ; VQ : Adrien Bletton) : le Voyant (Sejðmaðr), qui pratique le « Seiðr »
- Lothaire Bluteau (VF : Michel Papineschi ; VQ : Frédéric Desager) : Charles II le Chauve (épisodes 1 à 10)
- Linus Roache (VF : Xavier Fagnon ; VQ : Patrick Chouinard) : Ecbert, roi du Wessex
- Peter Franzén (VF : Jérémie Covillault) : le roi Harald à la Belle Chevelure[3]
- Ben Robson (VF : Fabrice Josso ; VQ : Éric Bruneau) : Kalf (épisodes 1 à 5)
- Kevin Durand (VF : Lionel Tua) : Harbard, le vagabond (épisodes 6 à 8)
- Jasper Pääkkönen (VF : Cédric Dumond ; VQ : Christian Perrault) : Halfdan le noir, frère du roi Harald[3]
- Moe Dunford (VF : Anatole de Bodinat ; VQ : Gilbert Lachance) : le prince Æthelwulf de Wessex, fils du roi Ecbert (principal lors de la deuxième partie)
- Alex Høgh Andersen (VF : Alexandre Nguyen) : Ivar le Désossé adulte[4], quatrième fils de Ragnar et Aslaug
- David Lindström (sv) (VF : Gabriel Bismuth-Bienaimé) : Sigurd Œil de Serpent adulte, troisième fils de Ragnar et Aslaug (épisodes 10 à 20)
- Marco Ilsø (VF : Fabrice Trojani ; VQ : Alexandre L'Heureux) : Hvitserk adulte, deuxième fils de Ragnar et Aslaug
- Jordan Patrick Smith (VF : Eilias Changuel) : Ubbe adulte, premier fils de Ragnar et Aslaug

### Acteurs récurrents
- Maude Hirst (VF : Dorothée Pousséo ; VQ : Annie Girard) : Helga, épouse de Floki
- Edvin Endre (VF : Alexis Tomassian) : Erlendur, fils du roi Horik
- Georgia Hirst (en) (VF : Caroline Lallau ; VQ : Mélanie Laberge) : Torvi, épouse de d'Erlendur puis de Bjorn
- Ivan Kaye (VF : Sylvain Lemarié ; VQ : Denis Mercier) : le roi Ælle de Northumbrie
- Amy Bailey (VF : Sybille Tureau ; VQ : Catherine Proulx-Lemay) : la princesse Kwenthrith de Mercie
- Morgane Polanski (VF : Olivia Luccioni ; VQ : Aline Pinsonneault) : la princesse Gisla, fille du roi Charles de Francie
- George Blagden (VF : Damien Witecka) : Athelstan (épisodes 1, 2, 3 et 6)
- Jennie Jacques (en) (VF : Anouck Hautbois ; VQ : Véronique Marchand) : la princesse Judith de Northumbrie, fille du roi Aelle, épouse d'Æthelwulf
- Dianne Doan (VF : Geneviève Doang) : Yidu (épisodes 1 à 8)
- Owen Roe (VF : Patrick Raynal ; VQ : Denis Roy) : le Comte Odon (épisode 1 à 9)
- Luke Shanahan (VF : Jackie Berger) : Ubbe enfant (épisodes 1 à 9)
- Stephen Rockett (VF : Vanessa Van-Geneugden) : Hvitserk enfant (épisodes 1 à 9)
- Elijah O'Sullivan : Sigurd enfant (épisodes 1 à 9)
- James Quinn Markey (VF : Cindy Lemineur) : Ivar enfant (épisodes 1 à 9)
- Seán T. Ó Meallaigh (VF : Philippe Bozo) : Prudentius
- Huw Parmenter (VF : Valentin Merlet) : Roland
- Karen Hassan (en) (VF : Chloé Berthier) : Therese
- Des Carney (VF : Didier Cherbuy) : Waerferth
- Conor O'Hanlon (VF : Fanny Bloc) : Alfred
- Barry McGovern (en) (VF : Michel Ruhl) : l'archevêque français
- Ida Marie Nielsen (VF : Léopoldine Serre) : Margrethe
- Josefin Asplund (VF : Deborah Perret) : Astrid

### Invités
- Søren Pilmark : Stender (épisode 1)
- Frankie McCafferty (VF : William Coryn ; VQ : Martin Desgagné) : Sinric, le premier chalutier et adjudant de Rollo (épisode 1)
- Steve Wall (VF : Jérôme Pauwels ; VQ : Yves Soutière) : Einar (épisode 1)
- Cillian O'Sullivan (VF : Raphaël Cohen) : Eirik (épisode 1)
- Robban Follin : Berserker, l'assassin recruté par Erlendur et Kalf (épisodes 3 et 4)
- Declan Conlon (VF : Féodor Atkine) : le prince Wigstan (épisode 7)
- Sophie Vavasseur (VF : Laura Préjean) : la princesse Ellisif (épisodes 18 et 19)
- Josh Donaldson : Hoskuld (épisode 18)
- Jonathan Rhys-Meyers (VF : Adrien Antoine) : l'évêque Heahmund (épisode 20)

## Production

### Développement
Le 26 mars 2015, History a renouvelé la série pour une quatrième saison de seize épisodes.
En décembre 2015, la chaîne annonce la date de diffusion et le nombre officiel d'épisodes de la saison qui passe de seize à vingt épisodes. Elle précise également que la saison sera diffusée en deux parties, les dix premiers épisodes en début d'année 2016 et la deuxième partie en fin de la même année,,.

### Attribution des rôles
En janvier 2016, Josh Donaldson a obtenu un rôle d'invité lors de cette saison.
En novembre 2016, Ida Nielsen a obtenu le rôle récurrent de Margrethe durant la saison.

## Résumé de la saison
La première partie reprend après leur terrible assaut sur Paris, les vikings reviennent à Kattegat, accompagné d'un énorme butin conquis au cours de l'attaque. Ragnar, très mal en point, reprend peu à peu ses forces. Enfin guéri, il décide de retourner à Paris, afin d'amener son frère Rollo devant la justice des dieux. Ce dernier, ayant trahi son peuple en épousant la fille de l'empereur de la Francie, a décidé de combattre les vikings et son frère aux côtés des Francs. Afin d'aller attaquer Paris, les vikings forgent de nouvelles alliances et trouvent de nouveaux alliés en la personne de l'ambitieux roi Harald à la « Belle Chevelure », qui souhaite par-dessus tout devenir roi de toute la Norvège. Les vikings et leur flotte parviennent alors aux portes de la Francie mais essuient de nombreuses défaites face à l'armée des Francs, commandés d'une main de fer par Rollo. Mais après plusieurs tentatives d'invasion, toutes soldées par de cuisants échecs, les vikings n'ont d'autre choix que de se replier sur Kattegat, vaincus et défaits.
De son côté, l'ambitieux roi Ecbert du Wessex s'impose au pouvoir en devenant le plus grand monarque d'Angleterre après s'être emparé de la couronne de la Mercie en plus de son propre royaume et en évinçant délibérément celui de la Northumbrie.
La deuxième partie se déroule quelques années après leur second raid sur Paris, Ragnar revient enfin à Kattegat après son exil mais est maintenant vieux et affaibli. Il revient pour voir ce que sont devenus ses fils et apprend que deux d'entre eux comptent partir explorer les côtes de la mer Méditerranée avec quelques-uns de leurs alliés (dont notamment le Roi Harald), tandis que les trois autres ont décidé de rester sur Kattegat pour protéger leur mère, la reine Aslaug, qui a pris les rênes de la cité, devenue aujourd'hui l'un des principaux lieux de commerce de la Norvège. Isolé et sans aucun alliés, Ragnar demande alors à son dernier fils Ivar (surnommé "le désossé" à cause d'une difformité physique) de l'accompagner dans un dernier périple en Angleterre. Arrivé en territoire ennemi, Ragnar est capturé par le roi Ecbert du Wessex qui le livre ensuite au Roi Aelle de Northumbrie, lequel le met à mort sans pitié en le faisant jeter dans une fosse remplie de serpents venimeux. Ivar, seul rescapé du voyage, retourne à Kattegat et annonce à son peuple et à ses frères la mort de Ragnar. L'ensemble du peuple viking se réunit pour former la plus grande armée païenne jamais vue dont le seul but est de se venger de la mort de leur roi. La grande armée, commandée par Bjorn, mène plusieurs batailles sanglantes en Angleterre, et arrive finalement à renverser les royaumes de la Northumbrie et du Wessex en supprimant leurs principaux monarques, d'abord Aelle, puis Ecbert. Quant à Lagertha, qui souhaitait ardemment récupérer Kattegat depuis de nombreuses années, elle profite de l'absence de tous les guerriers pour mener un assaut discret et meurtrier sur la ville et y assassine Aslaug avant de s'autoproclamer reine de la cité. Le dernier épisode se termine avec la mort de Sigurd, tué par son frère Ivar dans un accès de colère.

## Liste des épisodes
1. Une bonne trahison
2. Tuez la reine !
3. Pitié
4. Yol
5. Promesses
6. Ce qui aurait pu être
7. Pertes et Profits
8. Au-delà des montagnes
9. La Mort pour tous
10. Que Dieu bénisse Paris !
11. L'Étranger
12. La Vision
13. Deux voyages
14. À cette heure incertaine avant le matin
15. Tous ses anges
16. Traversées
17. La Grande Armée
18. Vengeance
19. À l'aube du dernier jour
20. À l'heure de notre mort

### Épisode 1:Une bonne trahison
- Canada /  États-Unis : 18 février 2016 sur History Canada / History États-Unis[2]
- France :
  - 23 février 2016 sur Canal+ Séries[11] (en VOSTFr)
  - 25 août 2016 sur Canal+[12] (en VF)
  - 8 novembre 2020 sur W9 (en clair)
- Québec : 9 mai 2016 sur Super Écran[13],[14] (en VQ)

- États-Unis : 2,39 millions de téléspectateurs[15] (première diffusion)

Plusieurs mois ont passé depuis que les Vikings sont revenus à Kattegat après leur raid sur Paris. Ragnar est toujours mal en point et est obligé de rester alité chez lui. Bjorn, secondé par une Aslaug mécontente, prend les commandes de la ville au nom du roi Ragnar. Il commence par faire arrêter Floki pour le meurtre du moine Athelstan. Floki, enchaîné à un piquet à l'extérieur, est humilié publiquement, sous les huées de la foule. En secret, Aslaug commence à comploter afin de pouvoir obtenir un jour le trône de Kattegat et ainsi voler tous les biens de la tribu, après la mort de Ragnar. Elle rend visite au devin qui lui déclare qu'un jour, une femme régnera bel et bien sur Kattegat, mais il refuse de lui en dire plus. Finalement, Ragnar commence à se sentir mieux et peut désormais reprendre doucement ses fonctions de roi. Il refuse cependant toujours de pardonner sa trahison à Floki et décide de le laisser enchaîné dehors dans le froid, malgré les supplications de ce dernier. De son côté, Bjorn décide de quitter Kattegat afin d'aller explorer les terres sauvages, plus au Nord. Ragnar consent à son départ.
À Hedeby, le jarl Kalf et Lagertha rentrent sur leurs terres. À la surprise de tous, Kalf nomme Lagertha comme son égale et décide que désormais, ils régneront ensemble sur le fief. Cette décision révolte Einar, qui, accompagné de sa famille et de ses partisans, complote afin de faire bannir Lagertha de cette terre. Kalf lui annonce qu'il le soutient mais au dernier moment, il trahit Einar et fait massacrer ses hommes. Lagertha se charge personnellement de l'achever.

### Épisode 2:Tuez la reine!
- Canada /  États-Unis : 25 février 2016 sur History Canada / History États-Unis
- France :
  - 1er mars 2016 sur Canal+ Séries (en VOSTFr)
  - 25 août 2016 sur Canal+ (en VF)
  - 8 novembre 2020 sur W9
- Québec : 16 mai 2016 sur Super Écran[13] (en VQ)

- États-Unis : 2,02 millions de téléspectateurs[16] (première diffusion)

Rollo s'associe avec le roi de Francie pour attaquer Ragnar à son arrivée. Avec le comte Odon, ils préparent plusieurs stratégies de défense. Rollo propose de tendre une chaîne entre les deux rives de la Seine pour empêcher les bateaux de Ragnar de remonter et dès lors qu'ils seront immobilisés, de les détruire. Étant maintenant comte, il se fait habiller et coiffer tel un Franc, ce qui ne manque pas de déclencher l'hilarité de son épouse.
De son côté, Bjorn survit difficilement dans le froid hivernal. Il s'installe dans une petite cabane de paysan et pour se nourrir, il doit pêcher dans une rivière gelée.
En parallèle, Floki arrive à s'échapper grâce à Helga mais après une longue et folle poursuite, il est finalement rattrapé par les hommes de Ragnar. Celui-ci inflige un jugement particulier à Floki. Il le fait attacher dans une grotte par les mains, presque entièrement nu, alors que de l'eau ruisselle goutte à goutte sur son front (rappelant ainsi le châtiment que les Dieux infligèrent à Loki lorsqu'il a tué Baldr). À l'insu de Floki, sa femme Helga voit mourir leur fille et Ragnar, peiné, l'aide à creuser une tombe.
En Mercie dirigée par la reine Kwenthrith, les nobles se rebellent, tuent les soldats et emprisonnent la reine. Le roi Ecbert envoie alors son fils Æthelwulf pour libérer la reine et son enfant. Une bataille éclate entre les hommes d'Æthelwulf et les rebelles qui gardent Kwenthrith, au cours de laquelle le prince du Wessex la sauve d'une tentative d'assassinat.

### Épisode 3:Pitié
- Canada /  États-Unis : 3 mars 2016 sur History Canada / History États-Unis
- France : 
  - 8 mars 2016 sur Canal+ Séries (en VOSTFr)
  - 1er septembre 2016 sur Canal+ (en VF)
  - 15 novembre 2020 sur W9
- Québec : 23 mai 2016 sur Super Écran[13] (en VQ)

- États-Unis : 1,9 million de téléspectateurs[17] (première diffusion)

À Hedeby, Kalf et Erlendur complotent à l'insu de Lagertha pour faire tuer son fils, Bjorn Lothbrok. Ils font appel à un redoutable assassin et ce dernier se lance sur ses traces.
À Kattegat, Floki est toujours attaché dans une grotte. Sa femme Helga lui vient en aide en lui apportant à boire. Sur les conseils de Ragnar, elle finit par annoncer à son époux la mort de leur fille. Finalement, Ragnar vient détacher Floki en disant à Helga qu'elle a assez souffert comme cela. Ragnar, tout en s'inquiétant pour Bjorn, est hanté la nuit par le fantôme d'Athelstan, lui implorant miséricorde, tandis que ses relations avec sa femme Aslaug se détériorent de plus en plus.
Dans le Nord, Bjorn essaye de survivre dans le froid hivernal. Il installe des pièges dans la neige afin d'attraper un animal pour se nourrir. C'est alors qu'il tombe sur un gigantesque ours brun et se lance à sa poursuite. Après une lutte intense, il finit par tuer l'ours, mais il est sévèrement blessé au torse par les griffes de l'animal. Pour se soigner, il cautérise lui-même sa plaie avec une lame brûlante avant de plonger dans un lac gelé.
À Paris, les chrétiens fêtent la Saint Eulalia. Durant la cérémonie, après avoir été une fois de plus humilié publiquement par son épouse qui a décidé d'arranger un divorce, Rollo décide d'apprendre la langue des chrétiens afin de mieux les comprendre et de se faire comprendre. Mais il s'avère être un piètre élève et est peu enclin à suivre ses leçons.

### Épisode 4:Yol
- Canada /  États-Unis : 10 mars 2016 sur History Canada / History États-Unis
- France : 
  - 15 mars 2016 sur Canal+ Séries (en VOSTFr)
  - 1er septembre 2016 sur Canal+ (en VF)
  - 15 novembre 2020 sur W9
- Québec : 30 mai 2016 sur Super Écran[13] (en VQ)

- États-Unis : 2,23 millions de téléspectateurs[18] (première diffusion)

Dans le Nord, Bjorn tombe sur l'assassin que Kalf et Erlendur avaient envoyé afin de l'éliminer. Après un rude combat, il finit par terrasser son adversaire, non sans avoir essayé de lui demander qui l'avait envoyé, après avoir vu qu'il portait une bague spéciale. Il rentre par la suite sur le fief d'Hedeby et réclame à Erlendur le droit d'amener Torvi avec lui à Kattegat. Ce dernier accepte de laisser partir son épouse mais à condition qu'elle laisse son fils et héritier à Hedeby.
À Paris, Rollo, qui a entre-temps réussi à apprendre convenablement la langue des Francs, arrive enfin à dialoguer avec son épouse, la princesse Gisla, alors que celle-ci venait de demander le divorce. Tombée sous le charme après ses déclarations, la princesse décide de se donner à lui, corps et âme. Lors du festin de Noël, la cour est scandalisée d'entendre les ébats du couple qui s'est retiré à proximité.
Dans le Wessex, les rois des trois contrées se réunissent. Le roi Ælle de Northumbrie est révolté par le fait que Magnus, le fils bâtard de Ragnar Lothbrok (le fils de la princesse Kwentrith) puisse un jour hériter du trône de la Mercie, vu qu'il y a quelques années, il avait déclaré la guerre aux Vikings en représailles de l'attaque de son royaume. Il apprend également la relation qu'entretient sa fille Judith avec son beau-père Ecbert, qu'il désapprouve.
À Kattegat, les Vikings fêtent aussi la période de Noël, qu'ils appellent « Yol ». Ragnar se rapproche de Yidu, la nouvelle esclave d'Aslaug, sous l'œil sournois de cette dernière. Il passe quelque temps à faire connaissance avec elle dans une cabane isolée. 

### Épisode 5:Promesses
- Canada /  États-Unis : 17 mars 2016 sur History Canada / History États-Unis
- France : 
  - 22 mars 2016 sur Canal+ Séries (en VOSTFr)
  - 8 septembre 2016 sur Canal+ (en VF)
  - 15 novembre 2020 sur W9
- Québec : 6 juin 2016 sur Super Écran[13] (en VQ)

- États-Unis : 2,13 millions de téléspectateurs[19] (première diffusion)

À Hedeby, Lagertha annonce à Kalf qu'elle attend un enfant. Fou de joie, il la demande en mariage. Mais lors de leur jour de noces, Lagertha tue Kalf (comme elle le lui avait juré jadis) et récupère son fief d'Hedeby en tant que jarl Ingstad.
À Paris, Rollo organise la défense de la ville contre l'attaque prochaine de son frère. La trahison du comte Odon est révélée à l'empereur par ses sujets.
Dans le Wessex, les rois et reines décident de libérer la Mercie afin de rendre son trône à la reine Kwenthrith. Alors que le roi Ælle retourne dans sa contrée, les relations entre Judith, Æthelwulf et Ecbert se détériorent.
Le frère du roi Harald, Halfdan, débarque à Kattegat. Tandis que le prochain raid sur Paris se prépare, Ragnar s'isole avec Yidu dans sa cabane isolée. La jeune esclave lui révèle qu'elle est en réalité l'une des filles de Dezong, l'empereur de Chine, et de l'une de ses concubines. Le Viking décide de l'honorer telle une princesse. De son côté, alors qu'il jouait avec d'autres enfants du village, le jeune Ivar tue un de ses camarades d'un coup de hache dans la tête. Aslaug, Floki et Helga sont gênés par la situation.

### Épisode 6:Ce qui aurait pu être
- Canada /  États-Unis : 24 mars 2016 sur History Canada / History États-Unis
- France :
  - 29 mars 2016 sur Canal+ Séries (en VOSTFr)
  - 8 septembre 2016 sur Canal+ (en VF)
  - 15 novembre 2020 sur W9
- Québec : 13 juin 2016 sur Super Écran[13] (en VQ)

- États-Unis : 2,36 millions de téléspectateurs[20] (première diffusion)

Dans le Wessex, le roi Ecbert décide qu'Alfred, le fils de Judith et d'Athelstan, effectuera un pèlerinage à Rome, accompagné seulement par Æthelwulf et par plusieurs moines.
De leurs côtés, les Vikings se rassemblent et se préparent pour leur prochain raid sur Paris. Lagertha, secondée d'Erlendur, se joint à eux. Ragnar annonce à Aslaug qu'il emmènera ses deux fils, Ubbe et Hvitserk, au grand dam de cette dernière, tandis qu'il continue de prendre le médicament de Yidu, qui a pour effet l'apparition de nombreuses hallucinations (il se revoit dans sa famille, accompagné de Lagertha, de leurs enfants Bjorn et Gyda, ainsi que d'Athelstan sous le règne du jarl Haraldson). Durant la traversée, Floki rejoint le roi Harald et son frère Halfdan alors que Bjorn se méfie de plus en plus d'Erlendur. Au fur et à mesure de sa traversée, la flotte viking finit par remonter la Seine. Là, elle massacre tout un campement de Francs. 
À Paris, l'empereur, ainsi que Rollo sont bientôt alertés par l'arrivée imminente des troupes vikings. Rollo jure qu'il combattra du côté des Francs. En parallèle, le comte Odon continue de comploter contre l'empereur, qu'il souhaite ardemment renverser. Alors que la flotte viking finit par atteindre les portes de Paris, Ragnar aperçoit sur la rive un Franc sur son cheval, avant de s'apercevoir qu'il s'agit de son frère Rollo. Puis, ils constatent avec effarement que leur ancien camarade les a trahis une nouvelle fois et qu'il combat désormais aux côtés de leurs ennemis.

### Épisode 7:Pertes et Profits
- Canada /  États-Unis : 31 mars 2016 sur History Canada / History États-Unis
- France :
  - 5 avril 2016 sur Canal+ Séries (en VOSTFr)
  - 15 septembre 2016 sur Canal+ (en VF)
  - 22 novembre 2020 sur W9
- Québec : 20 juin 2016 sur Super Écran[13] (en VQ)

- États-Unis : 2,3 millions de téléspectateurs[21] (première diffusion)

Après quelques pourparlers avec Harald et Halfdan sur la stratégie à adopter pour passer les deux forts installés par Rollo, Ragnar décide d'envoyer toute sa flotte contre ces derniers tout en étant soutenu par une troupe à pied, menée par Lagertha et Erlendur. L'offensive est lancée, attendue de pied ferme par Rollo et le comte Odon. La princesse Gisla est elle aussi présente aux côtés de son mari sur le fort de la rive Nord. Toutefois, la troupe à pied est rapidement encerclée et mise en déroute tandis que les Francs font pleuvoir leurs flèches sur eux, ainsi que sur la flotte. Au même moment, une troupe de Francs attaque sans merci le campement viking, faisant de nombreuses victimes. 
Rollo et le comte Odon font tendre une chaîne en travers de la Seine, qui stoppe net l'avancée des navires. Pris au piège, de nombreux drakkars sont retournés (dont celui du roi Harald à la Belle Chevelure) et l'équipage chute dans le fleuve. Là, les Francs jettent de la poix sur les Vikings assiégés et les embrasent, entraînant des pertes énormes. L'offensive est donc un cuisant échec, les Vikings sont dépassés stratégiquement et devant l'inévitable, Ragnar décide de battre en retraite. En rentrant à leur campement, les Vikings découvrent que celui-ci a été ravagé par les Francs pendant l'offensive. Floki retrouve Helga, très grièvement blessée et atrocement brûlée. Il tente de la soigner par des runes, tandis que Ragnar retrouve ses deux fils sains et saufs, ainsi que Yidu et Torvi. Dépassé par les événements de la journée, Ragnar oblige par la suite Yidu à lui donner de sa médecine chinoise, dont il devient de plus en plus dépendant.
Harbard est de retour à Kattegat où il exerce une étonnante et totale fascination sur les femmes du village. Il les rassure et les « comble » en couchant avec elles.

### Épisode 8:Au-delà des montagnes
- Canada /  États-Unis : 7 avril 2016 sur History Canada / History États-Unis
- France :
  - 12 avril 2016 sur Canal+ Séries (en VOSTFr)
  - 15 septembre 2016 sur Canal+ (en VF)
  - 22 novembre 2020 sur W9
- Québec : 27 juin 2016 sur Super Écran[13] (en VQ)

- États-Unis : 2,25 millions de téléspectateurs[22] (première diffusion)

Déçu par leur échec, Ragnar décide de rentrer à Kattegat. Néanmoins, alors que la flotte navigue toujours sur la Seine, il décide d'établir un nouveau camp sur la rive. Là, à la grande stupéfaction des autres, il a l'idée folle de faire hisser tous les navires de la flotte en haut de la falaise escarpée dans le but de les faire traverser les monts et les bois, en contournant les forts des Francs afin de surprendre la ville de Paris par l'amont. L'opération est menée à bien par Floki. Les Vikings font donc hisser les bateaux un par un grâce à d'ingénieux systèmes de cordage et les font glisser à travers les bois. De plus en plus dépendant de la médecine chinoise de Yidu, Ragnar exige le reste du médicament mais elle refuse. Ils se disputent et, après qu'elle a menacé de révéler le secret du massacre de la colonie du Wessex, pris d'un violent accès de colère, Ragnar la noie brutalement sous les yeux d'Ubbe et de Hvitserk.
À Paris, le comte Odon prévient l'empereur d'une future trahison de Rollo et l'exhorte à l'arrêter sur le champ. Mais Odon est trahi par son second le seigneur Roland, qui le met cruellement à mort sous les ordres de l'empereur et sous les yeux ravis de Thérèse. En parallèle, Rollo met en garde le souverain d'un possible retour de la flotte viking car Ragnar, bien que vaincu, n'a pas été défait. L'empereur apprend que sa fille Gisla porte l'enfant de Rollo et décide de confier à son beau-fils la charge militaire de la défense de la ville.
À Kattegat, Aslaug est furieuse lorsqu'elle surprend Harbard couchant avec d'autres femmes du village. Elle est extrêmement blessée car elle voyait en lui un moyen de se sentir vivante. Harbard décide de quitter le village.
- Départ de l'actrice Amy Bailey (en) (la reine Kwenthrith de Mercie), présente dans la série depuis la deuxième saison.

### Épisode 9:La Mort pour tous
- Canada /  États-Unis : 14 avril 2016 sur History Canada / History États-Unis
- France :
  - 19 avril 2016 sur Canal+ Séries (en VOSTFr)
  - 22 septembre 2016 sur Canal+ (en VF)
  - 29 novembre 2020 sur W9
- Québec : 4 juillet 2016 sur Super Écran[13] (en VQ)

- États-Unis : 2,28 millions de téléspectateurs[23] (première diffusion)

Æthelwulf et Alfred arrivent à Rome, où le jeune garçon est fait Consul de Rome par le Pape.
À Paris, l'empereur célèbre la défaite des Vikings, ainsi que la grossesse de sa fille Gisla. Il nomme par la suite le comte Roland défenseur de la ville, ce qui ne plait guère à la jeune princesse. Elle fait part de ses inquiétudes à Rollo en lui suggérant de tuer son rival mais son mari préfère ne pas se soucier des affaires de politique de Francie.
Dans le Wessex, Ecbert est couronné roi du Wessex et de Mercie après la mort de la reine Kwenthrith. Ce changement de pouvoir n'est guère apprécié par le roi Ælle de Northumbrie, qui se sent honteusement trahi par son allié.
À Kattegat, Aslaug est au plus mal après avoir été abandonnée par Harbard. Elle ne prête même pas attention, de même qu'Ivar, à son fils Sigurd lorsque celui-ci lui déclare avoir trouvé le corps sans vie de Siggy (la fille de Bjorn) gisant au bord de la rivière.
Alors que les Vikings continuent de faire glisser leurs bateaux à travers les bois, Lagertha fait une fausse couche et perd l'enfant qu'elle portait. Ragnar et Björn restent auprès d'elle pour la soutenir. En chemin, Halfdan et Harald massacrent sans pitié toute une famille de fermiers. Floki a des visions d'Aslaug, qui déplore le départ d'Harbard. Au cours de la nuit, alors que Björn et Torvi font l'amour, Erlendur s'approche de la tente de Björn dans le but de le tuer avec son arbalète mais Torvi l'aperçoit et l'en empêche en faisant bouclier. Le lendemain, Erlendur force la jeune femme à aller tuer elle-même Björn en lui remettant son arbalète, sans quoi il menace de tuer son enfant. Résignée, Torvi s'avance vers Björn, arbalète chargée et commence à le viser. Mais au dernier moment, elle fait volte-face et abat Erlendur d'un carreau en plein cœur.

### Épisode 10:Que Dieu bénisse Paris!
- Canada /  États-Unis : 21 avril 2016 sur History Canada / History États-Unis
- France :
  - 26 avril 2016 sur Canal+ Séries (en VOSTFr)
  - 22 septembre 2016 sur Canal+ (en VF)
  - 29 novembre 2020 sur W9
- Québec : 11 juillet 2016 sur Super Écran[13] (en VQ)

- États-Unis : 2,4 millions de téléspectateurs[24] (première diffusion)

La flotte viking commandée par Ragnar et Bjorn navigue en direction de Paris. Elle rencontre la flotte des Francs menée par Rollo. Sur la Seine, un premier affrontement a lieu et les Francs se retrouvent dépassés par la salve de flèches envoyée par leurs ennemis. Mais Rollo remotive rapidement ses troupes et lance une nouvelle offensive. La flotte francque navigue à toute allure et finit par percuter de plein fouet les navires vikings. Cette fois, l'affrontement se passe au corps à corps, dans un combat particulièrement sanglant. Ragnar, qui vient de consommer le reste de sa drogue chinoise, se rue sur Rollo dès qu'il l'aperçoit. Les deux frères s'affrontent alors brutalement, d'abord à la hache et à l'épée, puis avec leurs poings. Autour d'eux, la bataille est particulièrement meurtrière entre les Vikings et les Francs. Bien qu'ayant défait de nombreux soldats francs, les Vikings se retrouvent dépassés et Halfdan, Lagertha, Torvi et Floki sont sévèrement blessés durant la bataille. Bjorn, voyant sa mère gisant inconsciente sur le pont d'un navire, l'emmène loin du combat et sonne la retraite. Ragnar charge Rollo, mais est ramené et jeté sur son navire en fuite. C'est donc à nouveau un échec cuisant pour les Vikings, qui se retirent progressivement avec le reste de leur flotte. Sur le pont, Halfdan et Lagertha sont très mal en point tandis qu'à Paris, Rollo est accueilli, honoré et acclamé par le peuple comme étant le sauveur de Paris. Auparavant, l'empereur a fait exécuter le comte Roland et sa sœur, Thérèse, pour trahison.
Dix ans passent. À Kattegat, Bjorn reçoit la visite d'un Viking revenant du Wessex qui lui révèle que Ragnar y a un fils prénommé Magnus, ainsi que le secret du massacre par le roi Ecbert de la colonie viking qui s'y était installée, ce que Ragnar a toujours caché à son peuple. En l'absence de Ragnar, qui a disparu depuis leur défaite à Paris, Aslaug règne seule sur Kattegat. Bjorn rend visite à ses frères Ubbe, Hvitserk, Sigurd et Ivar, devenus adultes et les informe du secret de leur père. Tous, mis à part Ivar, sont révoltés contre leur père qui les a abandonnés enfants et pour les actes de trahison qu'il a commis envers la tribu. Ils jurent qu'un jour, ils se vengeront en le tuant.
- Cet épisode est le dernier diffusé avant une pause de six mois, aux États-Unis et Canada.

### Épisode 11:L'Étranger
- Canada /  États-Unis : 30 novembre 2016 sur History Canada / History États-Unis[25]
- France : 
  - 5 décembre 2016 sur Canal+ Séries (en VOSTFr)
  - 2 mars 2017 sur Canal+[26] (en VF)
  - 6 décembre 2020 sur W9

- États-Unis : 2,41 millions de téléspectateurs[27] (première diffusion)
- Canada : 465 000 téléspectateurs[28] (première diffusion)

Quelques secondes après les derniers événements, Ragnar se présente devant le peuple de Kattegat en faisant face à ses quatre plus jeunes fils en les provoquant et en hurlant à la foule : « Qui veut être le roi ? » tout en plantant son épée dans le sol. Ubbe, résigné et poussé à bout par son père, se décide à l'affronter mais au dernier moment, se défile, n'ayant pas le courage d'accomplir son geste. Ragnar, à la surprise générale, le prend alors dans ses bras. Surgit ensuite Bjorn, demandant à son père la raison de son retour parmi eux. Un peu plus tard, dans la forêt, Ragnar informe ses fils de son souhait de partir une dernière fois dans le Wessex afin de se venger du roi Ecbert. Il propose à ses fils de l'accompagner mais apprend que chacun d'eux a des projets différents pour l'avenir : Bjorn partira bientôt explorer la mer Méditerranée avec Floki, Hvitserk ainsi qu'avec le roi Harald et son frère Halfdan. Quant à Ubbe, Sigurd et Ivar, ils resteront à Kattegat pour protéger leur mère car le trône de Kattegat, bien qu'il soit indirectement occupé par Aslaug, est resté vacant et très convoité en l'absence de Ragnar. Bjorn va interroger le Devin, qui lui annonce que le retour de Ragnar à Kattegat entraînera de nombreux malheurs au peuple viking, dont notamment calamités, chaos, tragédies et mort. Bjorn confie à Torvi, désormais son épouse, que Ragnar a perdu toute la confiance que son peuple lui portait. 
Pendant ce temps là, Ubbe, Hvitserk, Sigurd et Ivar s'entraînent au combat. Ivar observe de loin ses trois frères se partager une jeune esclave du nom de Margrethe en couchant l'un après l'autre avec elle. Convoitant également celle-ci, mais jaloux et rendu furieux par son handicap, Ivar réclame le droit de la posséder lui aussi, chose que ses frères vont lui accorder. Mais la nuit venue, lorsqu'il s'apprête à coucher avec Margrethe, il se rend compte que son infirmité le rend impuissant. Honteux, il se résout à tuer la jeune femme afin que ses frères ne découvrent jamais cette « gêne ». Mais Margrethe, compatissante, finit par le réconforter en lui expliquant qu'il existe d'autres moyens, pour un fils du légendaire Ragnar Lothbrok, d'atteindre la grandeur et la renommée. Le lendemain, les quatre frères s'interrogent sur leur futur, chamboulés par le retour de leur père.

### Épisode 12:La Vision
- Canada /  États-Unis : 7 décembre 2016 sur History Canada / History États-Unis
- France : 
  - 12 décembre 2016 sur Canal+ Séries (en VOSTFr)
  - 2 mars 2017 sur Canal+[26] (en VF)
  - 6 décembre 2020 sur W9

- États-Unis : 1,94 million de téléspectateurs[29] (première diffusion)

À Kattegat, Ragnar a perdu le respect de son peuple. Un homme du village l'accoste et n'hésite pas à lui cracher au visage au vu et au su de tous. Malgré cela, Bjorn consent à prêter quelques vaisseaux à son père pour qu'il puisse naviguer jusqu'au Wessex.
Lors d'un repas, Sigurd provoque Ivar sur le fait qu'avec son handicap, il n'inspire que de la pitié aux autres et non de l'amour et de l'admiration. Il lui reproche également de lui avoir « dérobé » Margrethe, la jeune esclave qu'il convoite et qu'il comptait épouser. Poussé à bout, le jeune infirme tente de se ruer sur son frère mais en vain. Un peu plus tard, Margrethe révèle à Sigurd qu'Ivar est impuissant et qu'il a menacé de la tuer si jamais elle en parlait à qui que ce soit. Celui-ci s'empresse d'en informer ses deux autres frères, qui avouent craindre Ivar. 
De son côté, Bjorn continue de rassembler les troupes qui l'accompagneront sur la mer Méditerranée à bord des nouveaux bateaux conçus par Floki. La nuit venue, un festin est organisé pour célébrer son départ. Le roi Halfdan et son frère Harald assistent au banquet, tout comme Lagertha et Astrid, qui arrivent d'Hedeby. Durant la soirée, Lagertha et Aslaug se confrontent. La femme de Ragnar ne manque pas de rappeler à Lagertha que c'est elle qui est la reine de Kattegat, mais lors de la cérémonie sacrificielle, Lagertha menace celle qui lui a volé sa place.
Le lendemain, la somptueuse flotte de Bjorn est enfin prête. Accompagné de Hvitserk, Floki, Halfdan et Harald, il prend le large, en direction de la mer Méditerranée. Ragnar et Ivar observent leur départ depuis le haut de la montagne. Ivar en profite pour questionner son père sur le fait qu'il ne soit pas encore allé parler à Aslaug. Un peu plus tard, Ragnar rend visite à celle-ci et lui déclare être reconnaissant de ne pas avoir retourné ses fils contre lui. Mais Aslaug, alors en transe, a une vision lui montrant la mort d'Ivar, noyé durant une tempête. Elle supplie alors son fils de rester auprès d'elle mais celui-ci, désirant faire ses preuves en tant qu'homme, refuse catégoriquement. 
De son côté, Ragnar tente tant bien que mal de soudoyer, avec des richesses, quelques hommes de son village pour qu'ils acceptent de l'accompagner dans le Wessex. Ses fils assistent à cette humiliation sans rien pouvoir faire. 

### Épisode 13:Deux voyages
- Canada /  États-Unis : 14 décembre 2016 sur History Canada / History États-Unis
- France : 
  - 19 décembre 2016 sur Canal+ Séries (en VOSTFr)
  - 9 mars 2017 sur Canal+

- États-Unis : 2,05 millions de téléspectateurs[30] (première diffusion)

Après leur naufrage, Ragnar et Ivar se sont échoués sur une plage du Wessex. Plusieurs de leurs hommes ont également survécu mais ils se trouvent dorénavant complètement à découvert en plein territoire ennemi et sans armes. Quelques instants plus tard, Æthelwulf arrive sur la plage et découvre les restes des navires vikings ; il trouve la bannière de Ragnar Lothbrok parmi les débris et s'empresse d'aller informer son père, Ecbert, du retour de Ragnar et de ses hommes. Quant à ces derniers, ils peinent à avancer sur les terres du Wessex car ils doivent sans cesse transporter Ivar. Afin d'avancer plus rapidement et plus discrètement jusqu'à la demeure d'Ecbert, les Lothbrok doivent se résoudre à se débarrasser de leurs hommes, ce qu'ils accomplissent durant la nuit. Après avoir transporté Ivar sur son dos pendant plusieurs kilomètres, Ragnar arrive enfin sur le domaine d'Ecbert. Alors que des archers les mettent en joue, le père et le fils se rendent sans résister. Mais Ragnar a le temps de conseiller à son fils de « se conduire comme un infirme » s'il veut survivre au cas où lui ne reviendrait pas.
De son côté, Bjorn navigue sur les côtes de la Normandie pour ensuite atteindre Paris, voulant demander pacifiquement à Rollo la permission de longer les côtes de Francie sans encombre. Le Duc de Francie reçoit ses neveux et ses alliés lors d'une audience et en profite pour leur présenter son épouse Gisla ainsi que leurs trois enfants, William, Marcellus et Celsa. Après quelques discussions et après les avoir fait enfermer dans un donjon, Rollo accepte de les laisser naviguer sur les côtes de la Francie mais à une seule condition : qu'il les accompagne en personne durant son périple. Cette décision révolte son épouse Gisla, qui lui reproche d'être toujours Viking au fond de lui-même, chose que Rollo lui confirme un peu plus tard. Alors que Rollo navigue aux côtés de Bjorn, il essuie une punition de son neveu : il est attaché par les pieds et est plongé dans la mer jusqu'à ce qu'il suffoque. Mais Bjorn le fait sortir de l'eau juste avant qu'il ne se noie, estimant l'avertissement suffisant.

### Épisode 14:À cette heure incertaine avant le matin
- Canada /  États-Unis : 21 décembre 2016 sur History Canada / History États-Unis
- France : 
  - 26 décembre 2016 sur Canal+ Séries (en VOSTFr)
  - 9 mars 2017 sur Canal+

- États-Unis : 2,14 millions de téléspectateurs[31] (première diffusion)
- Canada : 826 000 téléspectateurs[32] (première diffusion + différé 7 jours)

À Kattegat, Aslaug fait face à Lagertha devant le peuple tout entier. Elle annonce alors à tous que Ivar et Ragnar ont péri en mer et que malgré tout, elle a accompli sa destinée en donnant de nombreux fils à Ragnar. Elle demande également à sa rivale de bien vouloir la laisser se retirer en paix. Tournant les talons, elle s’apprête à partir mais au dernier moment, Lagertha l'abat sans hésiter d'une flèche en plein dos. Quelques heures plus tard, le peuple de Kattegat honore la mort de sa reine en lui offrant un bûcher funéraire ainsi que des offrandes destinés aux dieux. C'est à ce moment-là que Ubbe et Sigurd rentrent et apprennent la mort de leur mère, tuée de la main de Lagertha. Ils trouvent alors cette dernière dans la grande salle, assise sur le trône royal. Furieux, Ubbe tente de se ruer sur Lagertha pour la tuer mais est maîtrisé. Enfermé dans une maison avec Sigurd, le jeune homme ne compte pas laisser le meurtre de sa mère impuni et jure de se venger. Les fils de Ragnar sont visités par Astrid, qui les met en garde : s'ils touchent à Lagertha, elle les tuera. Nullement impressionné, Ubbe la menace de mort.
- Départ de l'actrice Alyssa Sutherland (Aslaug), présente dans la série depuis la fin de la première saison.

### Épisode 15:Tous ses anges
- Canada /  États-Unis : 28 décembre 2016 sur History Canada / History États-Unis
- France : 
  - 4 janvier 2017 sur Canal+ Séries (en VOSTFr)
  - 16 mars 2017 sur Canal+

- États-Unis : 2,26 millions de téléspectateurs[33] (première diffusion)

Au Wessex, Ragnar attend qu'Ecbert le livre au roi Ælle de Northumbrie. Alors qu'il est emprisonné dans une pièce, Ecbert lui permet de faire ses adieux à Ivar. Il fait savoir à son fils que c'est en lui qu'il a foi pour assurer l'avenir de leur peuple, lui conseillant d'utiliser sa colère de manière intelligente et lui garantissant qu'un jour le monde entier le connaîtra comme étant Ivar le Désossé. Il dévoile également son ultime stratégie : il fait comprendre à Ivar que même si le roi Ælle le tue, c'est en attaquant le roi Ecbert qu'il faudra venger sa mort, ce qui assurera par la même occasion la mort du roi du Wessex. 
Un peu plus tard, alors qu'Ivar embarque sur un navire pour Kattegat, Ragnar est enfermé dans une cage et son convoi part pour la Northumbrie. Ecbert, culpabilisant d'avoir livré son ami à la Northumbrie, suit le convoi de Ragnar, habillé en moine. Durant son voyage, Ragnar, enfermé, repense à son amitié avec Athelstan, à ses moments passés en compagnie de sa famille et de ses amis, et voit le Voyant lui apparaître. Il avoue qu'il a su triompher des Dieux car c'est lui seul qui a décidé de sa façon de mourir.
Le convoi de Ragnar arrive en Northumbrie où le roi Ælle l'accueille en personne dans la forêt. Là, savourant sa vengeance, il lui fait subir durant un jour entier de nombreux supplices par ses soldats (coups de bâtons, marquage au fer, …) et lui grave même une croix au couteau sur le front puis fait hisser sa cage dans les airs durant toute la nuit. Au petit matin, Ragnar, endurant toutes ses tortures sans montrer sa souffrance, déclare à Ælle qu'il rejoindra bientôt le Valhalla en paix et sans regrets et qu'il attendra que ses fils le rejoignent. Juste après ses dernières paroles, Ragnar est jeté dans une fosse remplie de serpents où il se fait mordre à de nombreuses reprises, sous les yeux d'Ælle, des soldats et d'Ecbert, impuissant. Le Viking, mortellement atteint par le venin des reptiles, regarde une toute dernière fois les cieux puis ferme les yeux et meurt tandis que les portes de son tombeau se referment sur sa dépouille.
- Cet épisode marque le départ de l'acteur Travis Fimmel (Ragnar Lothbrok), qui tenait le rôle principal depuis le début de la série.

### Épisode 16:Traversées
- Canada /  États-Unis : 4 janvier 2017 sur History Canada / History États-Unis
- France : 
  - 9 janvier 2017 sur Canal+ Séries (en VOSTFr)
  - 16 mars 2017 sur Canal+

- États-Unis : 2,37 millions de téléspectateurs[34] (première diffusion)

Ragnar est mort.
Au Wessex, Æthelwulf supplie son père de commencer à préparer leur armée, afin de se prémunir contre une éventuelle future attaque des fils de Ragnar, en représailles de sa mort. 
À Kattegat, la nouvelle de la mort de Ragnar commence à se répandre parmi le peuple viking. Lagertha est particulièrement ébranlée par cette nouvelle. À la suite de quoi, en tant que nouvelle souveraine, elle ordonne de faire fortifier les défenses de la ville afin de se protéger d'éventuelles attaques et fait construire de nouvelles infrastructures autour de la cité. Elle fait également face aux trois fils de Ragnar, Ivar, Ubbe et Sigurd, désireux de venger le meurtre de leur mère. Elle confronte le jeune Ivar, qui exige un duel judiciaire à mort contre elle qu'elle décide de refuser. Soucieuse devant la détermination haineuse du jeune homme et devant ses menaces de mort, Lagertha demande au Devin si un jour l'un des fils de Ragnar la tuera. Ce dernier lui répond par l'affirmative.
De son côté, la flotte de Björn atteint le port d'Algésiras, en Espagne, en plein territoire musulman, peuple vénérant un Dieu du nom d'Allah, d'après Rollo, parti avec Björn pour une dernière expédition en échange d'une autorisation pour traverser la Francie. Björn a l'occasion de tuer Rollo mais préfère le noyer presque. Les guerriers vikings attaquent sans hésiter le peuple musulman, massacrant une partie des habitants de la cité tout en capturant le reste, constitué en grande partie par des femmes. Mais lors de l'assaut d'une mosquée, Floki empêche ses congénères de tuer de nombreux fidèles en train de prier, envoûté par les aspects de la religion coranique. Son geste est mal perçu par ses compagnons de bataille. Durant l'assaut, Helga trouve dans les rues une jeune fille du nom de Tanaruz dont les parents viennent d'être tués. Elle décide de l'adopter, au grand dam de Floki. Halfdan et Harald projettent en secret d'éradiquer la dynastie des Lothbrok. Björn, quant à lui, se félicite d'avoir atteint le cap le plus éloigné jamais atteint par son peuple. 

### Épisode 17:La Grande Armée
- Canada /  États-Unis : 11 janvier 2017 sur History Canada / History États-Unis
- France : 
  - 16 janvier 2017 sur Canal+ Séries (en VOSTFr)
  - 23 mars 2017 sur Canal+

- États-Unis : 2,42 millions de téléspectateurs[35] (première diffusion)
- Canada : 888 000 téléspectateurs[36] (première diffusion + différé 7 jours)

Au Wessex, le roi Ecbert tente d'éduquer son petit-fils, Alfred, en lui faisant comprendre que les livres sont tout aussi importants que les épées. Il essaie de lui apprendre à être intelligent et à penser par lui-même s'il veut un jour être roi du Wessex.
Judith se rend en Northumbrie afin de rendre visite à son père, le roi Aelle. Se rendant ensuite sur le « tombeau » de Ragnar Lothbrok, elle met en garde son père contre le désir de vengeance des fils de Ragnar. Ce dernier lui répond avec mépris, lui annonçant qu'il s'est déjà pleinement préparé à cette éventualité. 
Sur la côte française, la flotte viking atteint Paris pour y ramener Rollo. Lorsque ce dernier propose d'offrir des terres de son royaume à ceux qui le veulent, Bjorn et Floki lui font comprendre qu'il ne fait désormais plus partie du peuple viking. Ensuite, Rollo retourne auprès de sa femme Gisla, où cette dernière le rejette violemment en le frappant.

### Épisode 18:Vengeance
- Canada /  États-Unis : 18 janvier 2017 sur History Canada / History États-Unis
- France : 
  - 23 janvier 2017 sur Canal+ Séries (en VOSTFr)
  - 23 mars 2017 sur Canal+

- États-Unis : 2,47 millions de téléspectateurs[37] (première diffusion)

À Kattegat, de nombreux jarls et rois de la Norvège, du Danemark ainsi que de la Suède se rassemblent afin de former l'immense armée que les fils de Ragnar vont mener en Angleterre. Lors de ce rassemblement, le roi Harald retrouve une jeune femme qu'il convoitait, mais cette dernière est devenue l'épouse d'un jarl sans l'attendre. En secret avec son frère, ils commencent à rechercher des alliés potentiels dans le but de se débarrasser un jour des Lothbrok. 
De son côté, Ubbe se marie avec Margrethe en présence de ses frères, de Floki et de Helga. Cependant, lors de la nuit de noces, il consent à la « partager » avec Hvitserk lorsqu'il constate que son frère est également amoureux de la jeune femme. Cette dernière semble ravie et même comblée par la situation. Quant à Bjorn, il continue à coucher avec Astrid en secret, aux dépens de sa mère. Lors de la cérémonie sacrificielle et devant toute la ville de Kattegat réunie, Lagertha offre le jarl Jorgensen en sacrifice aux dieux, tandis que Bjorn et Astrid profitent de la cérémonie pour s'éclipser discrètement et coucher ensemble. Leur absence durant la cérémonie n'échappe cependant pas à Lagertha et Torvi. Peu avant leur départ vers l'Angleterre, Bjorn fait comprendre à ses frères qu'en tant qu’aîné, c'est lui qui dirigera leur armée au combat. Cette décision semble cependant contrarier Ivar. Après que Bjorn a fait ses adieux à sa mère et à sa femme, l'armada des Vikings prend la mer.

### Épisode 19:À l'aube du dernier jour
- Canada /  États-Unis : 25 janvier 2017 sur History Canada / History États-Unis
- France : 
  - 30 janvier 2017 sur Canal+ Séries (en VOSTFr)
  - 30 mars 2017 sur Canal+

- États-Unis : 2,41 millions de téléspectateurs[38] (première diffusion)

À Kattegat, la cité essuie une attaque surprise des guerriers d'un certain Egil le Bâtard. Mais les guerriers menés par Lagertha arrivent à riposter sans trop de peine et font battre leurs ennemis en retraite. Egil est capturé par Astrid alors qu'il s'apprêtait à fondre sur la reine de Kattegat. Sous la torture, Egil révèle que cette attaque a été ordonnée et financée par le roi Harald à la Belle Chevelure. Egil est par la suite  exécuté pour avoir attaqué Kattegat. Malheureusement au cours de la bataille, Torvi semble grièvement blessée, transpercée par plusieurs flèches. Elle survit néanmoins à ses blessures, soignée par Margrethe.
Les Vikings débarquent en Mercie, où ils accostent à Repton avec leur bateaux. Au Wessex, Æthelwulf et Ecbert apprennent le destin funeste qu'ont subi le roi Ælle et son armée. Se préparant à l'ultime affrontement contre les fils de Ragnar, Ecbert ne veut pas attendre que les Vikings se retrouvent aux portes de son royaume et préfère envoyer son fils à leur rencontre. Ce dernier, faisant ses adieux à son épouse ainsi qu'à ses deux fils, part au combat après avoir rassemblé à son tour une immense armée.
Au campement viking, Floki tente de retrouver Tanaruz, la jeune fille « adoptée » qui s'est enfuie au cours de la nuit. Il finit par la retrouver et la remet entre les mains d'Helga. Quant au roi Harald, il reste perturbé par la jeune princesse qu'il s'était juré d'épouser. Sous le coup de la colère, il se venge de l'affront qu'il estime avoir subi en tuant l'époux de cette dernière. Peu après, semblant se repentir de l'affront d'avoir épousé un autre homme, la jeune femme invite Harald sous sa tente et se donne à lui. La jeune veuve est cependant guidée par la seule vengeance et s'apprête à le tuer alors qu'ils sont en train de faire l'amour. Mais elle en est empêchée par Halfdan, qui, se doutant du piège tendu à son frère, la tue juste avant qu'elle ne poignarde celui-ci.

### Épisode 20:À l'heure de notre mort
- Canada /  États-Unis : 1er février 2017 sur History Canada / History États-Unis
- France : 
  - 6 février 2017 sur Canal+ Séries (en VOSTFr)
  - 30 mars 2017 sur Canal+

- États-Unis : 2,67 millions de téléspectateurs[39] (première diffusion)

L'armée restante d'Æthelwulf est rapidement mise en déroute par l'armée viking. Le prince du Wessex ordonne alors la retraite vers le château de son père avec ce qu'il reste de ses troupes. Devant l'arrivée imminente de leurs ennemis, Ecbert fait évacuer Judith et ses deux fils avec Æthelwulf. Cependant, se trouvant dans un état second, il refuse de fuir sa demeure et se débrouille pour faire de son fils le nouveau roi du Wessex et de la Mercie, ce qui lui permet d'assurer l'avenir de son royaume ainsi que de sa lignée pour le futur. Après cela, Æthelwulf et sa famille s'enfuient de la demeure en laissant Ecbert seul avec l'évêque Edmund et quelques gardes.
Quelques instants plus tard, les guerriers de Bjorn arrivent sur place, mais découvrent l'endroit désert. Les Vikings mettent alors la ville à feu et à sang, en saccageant, pillant et brûlant tout sur leur passage. Au cours de l'assaut, les gardes saxons sont tués et l'évêque Edmund est tué par Hvitserk. Puis, Helga est tuée par Tanaruz, qui la poignarde à mort juste avant de se suicider. Elle meurt quelques secondes plus tard dans les bras de Floki qui l'enterre ensuite au cours d'une inhumation rituelle. Ce dernier, fou de chagrin, quitte les siens, seul. Quant à Ecbert, il se rend de lui-même à Bjorn. Après cela, les cinq fils de Ragnar se réunissent afin de décider du sort d'Ecbert. Ivar souhaite lui faire subir le châtiment de l'aigle de sang tandis que Bjorn préfère le garder en vie car il souhaite faire établir des colonies vikings dans les terres du Wessex, conformément aux désirs initiaux de leur père Ragnar. Ecbert accepte de signer une charte de succession de terres mais à la condition qu'ils le laissent choisir sa propre façon de mourir. Cependant, le souverain abat sa dernière carte en omettant de préciser qu'il a déjà légué ses terres et ses titres à son fils Æthelwulf, rendant la future charte nulle et illégitime. Après avoir négocié les conditions de ce traité avec Bjorn, Ecbert se rend dans ses bains royaux et se donne la mort en s'ouvrant les veines.
Au dehors, les Vikings fêtent leur victoire sur les deux royaumes les plus importants d'Angleterre. Là, Bjorn annonce à son peuple que leur destinée doit se décider maintenant. Il exprime son désir de poursuivre ses raids sur la mer Méditerranée, tandis qu'une partie de leur peuple continuera de cultiver des terres sur les royaumes d'Angleterre, souhait approuvé par les siens ainsi que par ses autres frères, à l'exception d'Ivar. Le jeune infirme fait remarquer que le destin d'un véritable peuple viking doit être fait de conquêtes et de constructions et non pas d'exploitations de terres. Face à sa fratrie qui lui tient tête et à la suite d'une énième dispute avec Sigurd, et après qu'il a dit que leur mère Aslaug était la seule personne qui l'a jamais aimé, Ivar, rendu fou de rage, lance une hache sur son frère en plein torse et le tue quasiment sur le coup et c'est sous les regards atterrés du reste de ses frères que Sigurd Œil de Serpent s'écroule au sol, mort.
- Cet épisode marque les départs des acteurs Linus Roache (Ecbert du Wessex) et de Maude Hirst (Helga), tous deux présents dans la série depuis ses débuts.
- Départ dans cet épisode de l'acteur David Lindström (sv), qui incarnait la version adulte de Sigurd Œil de Serpent depuis le milieu de la saison.
- Cet épisode marque également l'introduction du personnage de l'évêque et guerrier Heahmund, incarné par l'acteur Jonathan Rhys-Meyers.

## Audiences aux États-Unis
| N° d'épisode | Titre original                           | Titre français                          | Chaîne                              | Date de diffusion originale | États-Unis (en millions de téléspectateurs) |
| ------------ | ---------------------------------------- | --------------------------------------- | ----------------------------------- | --------------------------- | ------------------------------------------- |
| 1            | A Good Treason                           | Une bonne trahison                      | History Canada / History États-Unis | 18 février 2016             | 2.39                                        |
| 2            | Kill The Queen                           | Tuer la reine                           | History Canada / History États-Unis | 25 février 2016             | 2.02                                        |
| 3            | Mercy                                    | Pitié                                   | History Canada / History États-Unis | 3 mars 2016                 | 1.9                                         |
| 4            | Yol                                      | Yol                                     | History Canada / History États-Unis | 10 mars 2016                | 2.23                                        |
| 5            | Promised                                 | Promesses                               | History Canada / History États-Unis | 17 mars 2016                | 2.13                                        |
| 6            | What Might Have Been                     | Ce qui aurait pu être                   | History Canada / History États-Unis | 24 mars 2016                | 2.36                                        |
| 7            | The Profit And The Loss                  | Pertes et profits                       | History Canada / History États-Unis | 31 mars 2016                | 2.3                                         |
| 8            | Portage                                  | Au-delà des montagnes                   | History Canada / History États-Unis | 7 avril 2016                | 2.25                                        |
| 9            | Death All 'Round                         | La mort pour tous                       | History Canada / History États-Unis | 14 avril 2016               | 2.28                                        |
| 10           | The Last Ship                            | Que Dieu bénisse Paris !                | History Canada / History États-Unis | 21 avril 2016               | 2.4                                         |
| 11           | The Outsider                             | L'étranger                              | History Canada / History États-Unis | 30 novembre 2016            | 2.41                                        |
| 12           | The Vision                               | La vision                               | History Canada / History États-Unis | 7 décembre 2016             | 1.94                                        |
| 13           | Two Journeys                             | Deux voyages                            | History Canada / History États-Unis | 14 décembre 2016            | 2.05                                        |
| 14           | In The Uncertain Hour Before The Morning | À cette heure incertaine avant le matin | History Canada / History États-Unis | 21 décembre 2016            | 2.14                                        |
| 15           | All His Angels                           | Tous ses anges                          | History Canada / History États-Unis | 28 décembre 2016            | 2.26                                        |
| 16           | Crossings                                | Traversées                              | History Canada / History États-Unis | 4 janvier 2017              | 2.37                                        |
| 17           | The Great Army                           | La grande armée                         | History Canada / History États-Unis | 11 janvier 2017             | 2.42                                        |
| 18           | Revenge                                  | Vengeance                               | History Canada / History États-Unis | 18 janvier 2017             | 2.47                                        |
| 19           | On The Eve                               | À l'aube du dernier jour                | History Canada / History États-Unis | 25 janvier 2017             | 2.41                                        |
| 20           | The Reckoning                            | À l'heure de notre mort                 | History Canada / History États-Unis | 1er février 2017            | 2.67                                        |